# Sven Ambrosy

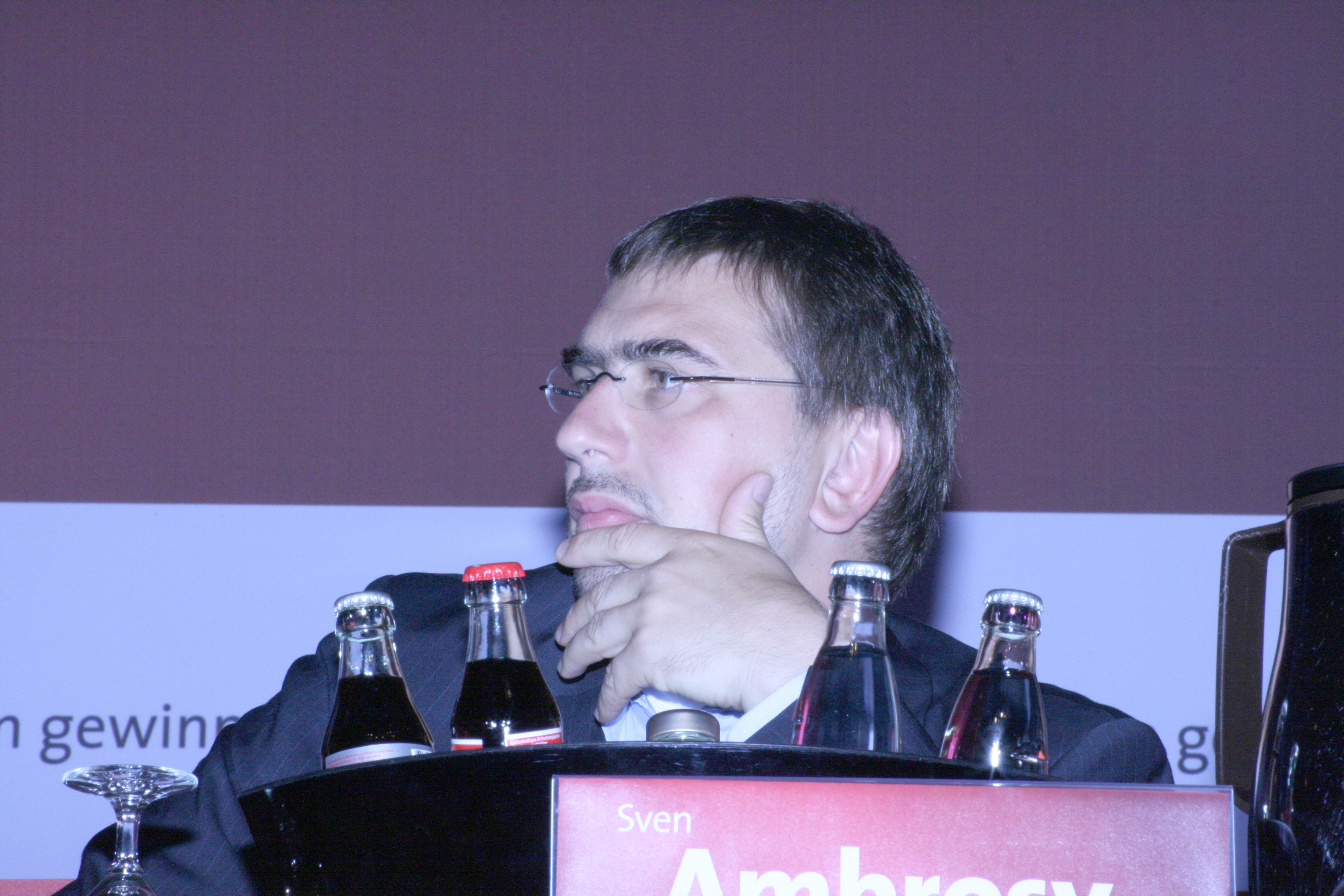
Sven Ambrosy auf dem SPD-Landesparteitag 2008

Sven Ambrosy (* 29. Juni 1970 in Neustadt am Rübenberge, Deutschland) ist ein deutscher Politiker (SPD) und seit 2003 Landrat des niedersächsischen Landkreises Friesland. 

## Ausbildung und Beruf
Sven Ambrosy studierte von 1991 bis 1992 Archäologie sowie Ägyptologie an der Universität Göttingen und von 1992 bis 1996 Rechtswissenschaften an der Universität Hannover. Nach Bestehen beider juristischer Staatsprüfungen arbeitete er von 1999 bis 2000 als wissenschaftlicher Referent beim Niedersächsischen Städtetag in Hannover. Im Jahre 2000 wurde er Abteilungsleiter in der Kreisverwaltung des Landkreises Friesland, im Jahre 2001 außerdem Stellvertreter des Oberkreisdirektors.

## Politische Tätigkeit
Von 1996 bis 2000 war Sven Ambrosy Ratsherr der Stadt Wunstorf. 
Seit dem Jahre 2003 ist er hauptamtlicher Landrat des Landkreises Friesland. Er löste seinerzeit Karin Evers-Meyer als ehrenamtliche Landrätin und Lothar Knippert als Oberkreisdirektor ab.
Neben seiner Tätigkeit als Landrat war Ambrosy von 2004 bis 2021 Vorsitzender des Tourismusverbandes Nordsee e. V. und von 2006 bis 2022 Vorsitzender des Tourismusverbandes Niedersachsen e. V. Von 2011 bis 2021 war Ambrosy Vorsitzender der Verbandsversammlung des Bezirksverbandes Oldenburg, seit 2016 ist er Vorsteher des Oldenburgisch-Ostfriesischen Wasserverbandes. Von 2022 bis 2024 war er Präsident des Niedersächsischen Landkreistages.
| Personendaten    | Personendaten                                             |
| ---------------- | --------------------------------------------------------- |
| NAME             | Ambrosy, Sven                                             |
| KURZBESCHREIBUNG | deutscher Politiker (SPD), Landrat im Landkreis Friesland |
| GEBURTSDATUM     | 29. Juni 1970                                             |
| GEBURTSORT       | Neustadt am Rübenberge, Deutschland                       |